# ألبرت ك. بولارد
ألبرت ك. بولارد (بالإنجليزية: Albert C. Pollard)‏ هو سياسي أمريكي، ولد في 18 سبتمبر 1967 بواشنطن العاصمة في الولايات المتحدة. حزبياً، نشط في الحزب الديمقراطي.